# Via del Conservatorio
Via del Conservatorio è il terzo album del cantante italiano Massimo Ranieri, pubblicato nel 1971.

## Il disco
Questo 33 giri, al contrario dei precedenti di Ranieri, ha un numero maggiore di inediti rispetto alle canzoni già note: nel corso di quell'anno erano stati pubblicati i 45 giri L'amore è un attimo/A Lucia e Io e te/Adagio veneziano.
In contemporanea con la pubblicazione dell'album uscì il 45 giri Via del Conservatorio/Momento, in occasione della partecipazione a Canzonissima con la title track: Ranieri sfiorò la vittoria, ma alla fine fu Nicola Di Bari, con Chitarra suona più piano, a vincere la manifestazione.
Completano il disco alcune cover: She's a Lady di Paul Anka, tradotta da Tony Del Monaco in Che pazzia, Jesus di Jeremy Faith, che mantiene lo stesso titolo, Without Love (There Is Nothing) di Danny Small, già incisa nel 1966 da Gino e Hummingbird di Leon Russel, che Bigazzi traduce in Tu somigli a lei.
Il produttore ed arrangiatore dell'album, come per i precedenti, è Enrico Polito.
Nella copertina apribile vi è una presentazione scritta da Ladislao Sugar. La canzone Adagio Veneziano è stata campionata da Travis Scott e dai Jackboys nel loro nuovo singolo 2000 excursion

## Tracce
Lato A
1. Via del Conservatorio – 4:49 (testo: Giancarlo Bigazzi – musica: Enrico Polito e Totò Savio)
2. Cronaca di un amore – 4:01 (testo: Tony Del Monaco – musica: Enrico Polito)
3. Jesus – 3:21 (testo: Daniele Pace – musica: Mike Hamburger)
4. Senza amore – 2:58 (testo: Mogol e Astro Mari – musica: Danny Small)
5. Momento – 3:53 (testo: Giancarlo Bigazzi – musica: Enrico Polito e Totò Savio)
6. L'amore è un attimo – 3:43 (testo: Giancarlo Bigazzi – musica: Enrico Polito e Totò Savio)

Durata totale: 22:45
Lato B
1. Io e te – 3:50 (testo: Daniele Pace – musica: Ennio Morricone)
2. Che pazzia – 2:42 (testo: Tony Del Monaco – musica: Paul Anka)
3. A Lucia – 3:02 (testo: Giancarlo Bigazzi – musica: Enrico Polito e Totò Savio)
4. Adagio veneziano – 4:40 (testo: Giancarlo Bigazzi – musica: Benedetto Marcello, Frank Pourcel)
5. Tu somigli a lei – 3:45 (testo: Giancarlo Bigazzi – musica: Leon Russell)
6. Che cosa pazza è l'amore – 3:15 (testo: Giancarlo Bigazzi – musica: Enrico Polito)

Durata totale: 21:14